# Вурманкасинське сільське поселення
Вурманка́синське сільське поселення (рос. Вурманкасинское сельское поселение) — муніципальне утворення у складі Вурнарського району Чувашії, Росія. Адміністративний центр — присілок Вурманкаси.

## Населення
Населення — 1085 осіб (2019, 1246 у 2010, 1500 у 2002).

## Склад
До складу поселення входять такі населені пункти:
| Населений пункт        | Населення, осіб (2002) | Населення, осіб (2010) |
| ---------------------- | ---------------------- | ---------------------- |
| Вурманкаси, присілок   | 635                    | 518                    |
| Кадиші, присілок       | 169                    | 136                    |
| Сендіміркіно, присілок | 696                    | 592                    |